# Grace Marcon
Pour les articles homonymes, voir Marcon (homonymie).
Grace Marcon, également connue sous le nom de Frieda Graham (1889 - 1965), est une suffragette britannique qui a endommagé cinq tableaux de la National Gallery.

## Biographie
Marcon naît à Erpingham en 1889. Sa mère s'appelle Sarah et son père, Walter Marcon, est un pasteur anglican, chanoine et recteur de la paroisse d'Edgefield à Norfolk à partir de 1876.
En 1911, elle vit dans le à Norfolk et manifeste pour les suffragettes sur le marché de Norwich.
Elle devient suffragette et, après son arrestation en mai 1913 après d'un désaccord entre la police et les suffragettes protestataires dirigées par Sylvia Pankhurst, elle est libérée par le tribunal avec l'obligation de ne pas troubler l'ordre public. En octobre, elle est de retour devant les tribunaux, accusée d'entrave et de voies de fait. Marcon est condamnée à une peine de deux mois à la prison de Holloway. Elle est photographiée en secret alors qu'elle est à la prison de Holloway avec d'autres suffragettes arrêtées. Les photos de ces femmes pourraient ensuite être diffusées à la police afin qu'elle soit consciente des dommages potentiels.
En 1914, elle utilise le nom de Frieda Graham et c'est sous ce nom qu'elle est arrêtée après avoir endommagé au moins cinq tableaux de la National Gallery le 22 mai 1914, dont L'agonie dans le jardin de Giovanni Bellini et Portrait d'un mathématicien de Gentile Bellini. Elle dit qu'elle a fait des dégâts en signe de protestation parce que le roi a refusé de voir une délégation de femmes. Elle est emprisonnée puis libérée à nouveau alors qu'elle se serait coupé les cheveux pendant qu'elle se remettait de cette grève de la faim. Marcon reçoit une Hunger Strike Medal de la Women's Social and Political Union (WSPU) pour commémorer sa bravoure.
Pendant la guerre, Marcon travaille comme masseuse de la Croix-Rouge et c'est apparemment ainsi qu'elle rencontré Victor Scholey pour la première fois. Scholey est photographe de presse et en 1923, Marcon travaille à travers le Canada pour l'épouser au Québec. En 1926, elle est de retour en Angleterre avec un fils. Elle est toujours en contact avec Emmeline Pankhurst et toutes les femmes n'obtiennent le droit de vote qu'en 1928. Marcon est morte à Oxford en 1965 et elle est enterrée à Edgefield.

## Dans la culture
L'histoire de Marcon est utilisée pour inspirer une pièce "Wrong 'un" de Boff Whalley (en), comme suggéré par son petit-fils .